# Ответ
Отве́т — реплика, вызванная заданным вопросом или реакция на какое-либо событие. 
Вопросом может быть часть диалога или задания (например, экзаменационного). Ответ может быть кратким или полным. Как правило, ожидается, что ответ будет адекватен заданному вопросу. Идеальный ответ — это ответ, на который нет никаких вопросов.

## В музыке
В музыке, Ответ или comes — смотреть Дукс, Фуга. 

## В юриспруденции
В юриспруденции, Ответ — письменное возражение ответчика против искового требования.
А в гражданском судопроизводстве, Ответ — совокупность средств защиты, которые противопоставляются иску.

## Суждение
Ответ — новое суждение, уточняющее или дополняющее, в соответствии с поставленным вопросом, исходное знание. Поиск ответа предполагает обращение к конкретной области теоретических или эмпирических знаний, которую называют областью поиска ответов. Полученное в ответе знание, расширяя либо уточняя исходную информацию, может служить базисом для постановки новых, более глубоких вопросов о предмете исследования.

## В информатике
В информатике ответом называется результат посланого запроса, например запроса к Веб-серверу.